# Футбол в Черногории
Футбол в Черногории ранее был частью югославского и сербского футбола. После референдума о независимости 21 мая 2006 и её последующем провозглашении 3 июня Черногория стала независимым государством и вскоре сформировала собственный футбольный союз. В ФИФА и УЕФА Черногория вступила только в 2007 году, поэтому принять участие в футбольных соревнованиях смогла только в 2008 году в отборочном турнире ЧМ-2010.

## История
Футбольные команды в Черногории появились в 1919 году с рождением футбольного союза Югославии. Игроки из Черногории выступали в составе сборной Югославии. Так, югославы дважды выходили в полуфинал чемпионатов мира 1930 и 1962, дважды выходили в финал чемпионатов Европы (1960 и 1968). В 1992 году с распадом Югославии игроки стали выступать в составе сборной СРЮ (впоследствии сборной Сербии и Черногории). Последний раз черногорцы в составе СиЧ играли на чемпионате мира 2006, делегировав туда Драгослава Еврича. С 2007 года Черногория состоит в ФИФА и УЕФА, а её клубы и сборная участвуют в соревнованиях под эгидой этих организаций.

## Домашние соревнования

### Чемпионат
Первая Лига — главное соревнование внутреннего чемпионата, в котором участвуют 12 команд. Победитель турнира проходит в первый раунд Лиги чемпионов УЕФА, а второй и третий призёры отправляются в Лигу Европы УЕФА. Двенадцатая команда по итогам турнира вылетает во Вторую лигу (вместо неё приходит чемпион Второй лиги), десятая и одиннадцатая играют стыковые матчи со вторым и третьим призёром Второй лиги. Победители стыковых получают право выступить в следующем сезоне в Первой лиге.
Самой известной командой является клуб «Будучност» из Подгорицы: только эта черногорская команда выступала в чемпионате Югославии.

### Кубок
Кубок проводится с сезона 2006/2007. Победитель Кубка отправляется в Лигу Конференций.

## Сборная
Первую игру сборная Черногории провела 24 марта 2007, выиграв у Венгрии 2:1. Выступает на стадионе Под Горицом. В отборочных турнирах чемпионатов мира и Европы играет с 2008 года, так как не успела принять участие в отборе на Евро-2008. Ранее черногорские игроки выступали за сборную СФРЮ (Югославии) и сборную Сербии и Черногории.

## Черногорское дерби

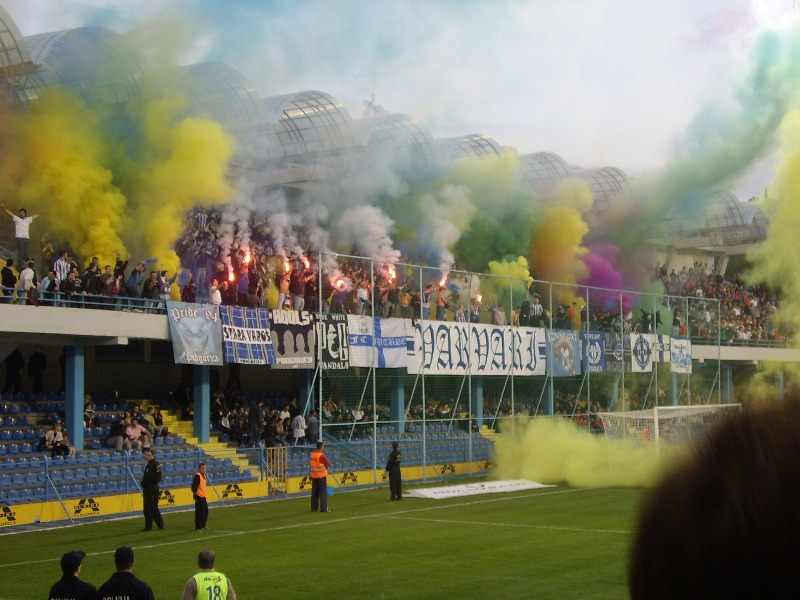
Черногорское дерби 2017, Подгорица

Главным футбольным противостоянием в Черногории является матч между клубами «Будучност» и «Сутьеска»

## Известные игроки сборной
- Драголюб Брнович [источник не указан 5041 день]
- Деян Савичевич [источник не указан 5041 день]
- Милош Заравич [источник не указан 5041 день]
- Предраг Миятович [источник не указан 5041 день]